# 건국부녀동맹
건국부녀동맹(建國婦女同盟)은 1945년 8월 16일 광복 직후 결성된 여성단체이다. 이 단체는 1945년 8월 16일 YMCA에서 좌우익을 망라한 여성운동가들이 모여 조직했다. 위원장 유영준, 부위원장 박순천, 그밖에 황신덕, 허하백, 조원숙, 이각경, 임영신, 유각경 등이 간부직을 맡았다.
강령은 다음과 같다.
* 조선여성의 정치적, 경제적, 사회적 해방을 기함.
- 조선여성은 단결을 공고히 하여 완전한 독립국가 건설에 일익이 되기를 기함.
- 조선여성의 의식적 계몽과 질적 향상을 기함.

그 다음으로 행동강령은 다음과 같다.
*남녀평등의 선거 및 피선거권 확보
- 언론,집회,출판,결사의 자유 획득
- 여성의 자주적 경제생활확립
- 남녀 임금차별 철폐
- 공사창제 및 인신매매 철폐
- 임산부의 사회적 보호시설 실시
- 여성의 대중문맹과 미신타파
- 창조적 여성이 되자

그러나, 우익 성향의 여성 간부들이 곧 탈퇴, 이들은 대한독립촉성애국부인회, 조선여자국민당 등을 결성했다. 여자국민당은 임영신의 정치적 입장을 따라 이승만 지지를 위해 줄기차게 움직였고, 다른 단체 역시 이승만의 추종세력이었다. 이들 우익 여성세력은 1946년에는 반탁운동을 전개, 1947년에는 단정수립 지지운동에 적극 나섰다. 건국부녀동맹은 보다 광범위한 여성대중을 망라하기 위해 1945년 12월 전국부녀단체 대표자대회를 열고 조선부녀총동맹을 결성했다.